# بهنوش ایران
شرکت بهنوش ایران، تحت برند دلستر نخستین تولیدکننده ماءالشعیر در ایران است که در سال ۱۳۴۵ کار خود را با نام ایران مالتا (مالتای ایران) آغاز کرد. این شرکت پس از انقلاب اسلامی ایران در سال ۱۳۵۷، تولید نوشیدنی‌های الکلی را متوقف و اقدام به تولید نوشیدنی‌های غیرالکلی با نام تجاری بهنوش ایران کرد. دفتر مرکزی آن در جاده مخصوص کرج واقع شده و کارخانه‌های تولیدی آن علاوه بر کرج، در اراک، گهرو، گچساران و شیروان مشغول به تولید هستند. سهام این شرکت هم اکنون با نام بهنوش در بازار بورس اوراق بهادار تهران عرضه می‌شود و اکنون در مالکیت بنیاد مستضعفان می‌باشد.

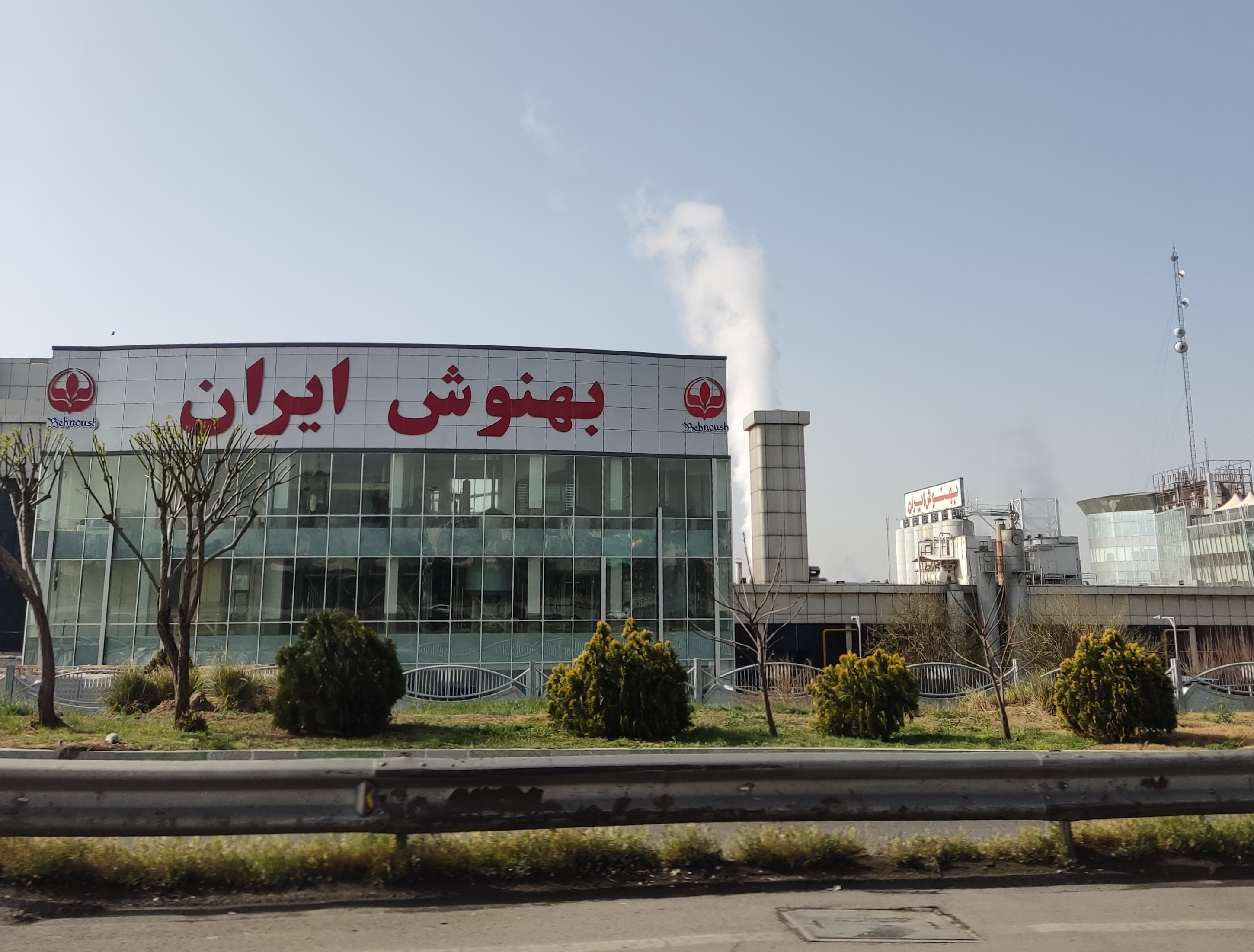
کارخانه مرکزی بهنوش